# Lorenz von Stein
Lorenz von Stein (ur. 18 listopada 1815 w Eckernförde, zm. 23 września 1890 w Wiedniu) – niemiecki ekonomista, socjolog i naukowiec, zajmujący się zagadnieniami administracji publicznej.
Połączył charakterystykę rzeczywistej administracji z polityką i ekonomią państwa. Doszedł on do wniosku, iż administracja zajmuje znaczną część działalności państwa z wyjątkiem działalności ustawodawczej. Prezentuje on cechy które łączą wszystkie podmioty administracji a także opisuje konkretne jej podmioty.

## Prace
- Der Sozialismus und Communismus des heutigen Frankreich, Lipsk 1842, drugie wydanie 1847.
- Die sozialistischen und kommunistischen Bewegungen seit der dritten französischen Revolution, Stuttgart, 1848.
- Geschichte der sozialen Bewegung in Frankreich von 1789 bis auf unsre Tage, Lipsk 1850, 3 tomy.
- Geschichte des französischen Strafrechts, Bazylea 1847.
- Französische Staats- und Rechtsgeschichte, Bazylea 1846- 1848, 3 volumes.
- System der Staatswissenschaft, Volume 1: Statistik, Bazylea 1852; tom 2: Gesellschaftslehre, Bazylea 1857.
- Die neue Gestaltung der Geld- und Kreditverhältnisse in Österreich, Wiedeń 1855.
- Lehrbuch der Volkswirtschaft, Wiedeń 1858; trzecie wydanie pt. Lehrbuch der Nationalökonomie, 1887.
- Lehrbuch der Finanzwissenschaft, Lipsk 1860; piąte wydanie 1885 - 1886, 4 tomy.
- Die Lehre vom Heerwesen, Stuttgart 1872.
- Verwaltungslehre, Stuttgart 1865 - 1884, 7 tomów.
- Handbuch der Verwaltungslehre, Stuttgart 1870; trzecie wydanie 1889, 3 tomy.